# Nidorella compressa
Nidorella compressa là một loài thực vật có hoa trong họ Cúc. Loài này được Cass. ex Steud. mô tả khoa học đầu tiên năm 1841.